# Psalm 51
Psalm 51 – psalm, który znajduje się w Biblii, w Księdze Psalmów. Znany także pod tradycyjnym tytułem łacińskim Miserere, ze względu na incipit. Jeden z psalmów pokutnych.
Wiele psalmów biblijnych posiada w manuskryptach tzw. nagłówki, które przypisują ich autorstwo konkretnym osobom lub wymieniają okazję ich powstania czy wykonywania. Nagłówek Psalmu 51 informuje, że jego autorem jest król Dawid. Okazją powstania pokutnego liryku było przybycie proroka Natana, po tym, jak król zgrzeszył z Batszebą. Właściwy tekst psalmu rozpoczyna oracja skierowana do Boga: Zmiłuj się nade mną, Boże, w łaskawości swojej. Pierwsze słowa tego wezwania w języku łacińskim to znane Miserere. Jest ono przyjętą nazwą dla psalmu w tradycji Kościoła łacińskiego.

## Psalm 51 w tradycji kościelnej
Werset 15 tego psalmu błagalno-pokutnego śpiewany jest jako werset wprowadzający w liturgii synagogalnej w czasie modlitwy Amida. Już pierwsi chrześcijanie, którzy czerpali z tradycji judaistycznej i liturgii świątyni jerozolimskiej, włączyli go do pierwotnej liturgii Kościoła. W czasach św. Augustyna z Hippony razem z Psalmami 6, 32, 38, 102, 130 oraz 143, Miserere stanowiło grupę psalmów, w wykonywaniu których wyrażano żal za grzechy. Psalm 51 był recytowany na zakończenie codziennej modlitwy porannej.
W średniowiecznej Anglii przestępcom należącym do duchowieństwa (oraz osobom umiejącym czytać) przysługiwał przywilej (tzw. privilegium clericale) wyłączenia spod jurysdykcji sądów świeckich. Zwyczajowo podawano im do przeczytania pierwszy werset psalmu 51 (50): „Miserere mei, Deus, secundum magnam misericordiam tuam; et secundum multitudinem miserationum tuarum dele iniquitatem meam” („Zmiłuj się nade mną, Boże, według wielkiego miłosierdzia twego: a według mnóstwa litości twoich zgładź nieprawość moją” w przekładzie Jakuba Wujka). Jeśli oskarżony przeczytał ten werset, sędzia ogłaszał „legit ut clericus” („czyta, zatem [jest] duchowny[m]”), a zamiast kary śmierci przestępcy wypalano piętno na prawej dłoni. Prawo to obowiązywało formalnie do 1827 roku.

## Psalm 51 w liturgii współczesnej
Zgodnie z tradycją Kościół katolicki oraz Kościoły wschodnie używają tego psalmu w liturgii pokutnej i żałobnej (wielki post, liturgia pogrzebu dorosłych). Niektóre zgromadzenia zakonne recytują go w każdy piątek w czasie tzw. partykularnego rachunku sumienia. Zastępuje on wówczas nowotestamentalny hymn Magnificat. Kościół katolicki praktykuje recytację części tego psalmu w czasie tzw. Asperges, tzn. pokropienia wiernych wodą święconą na początku niedzielnej Mszy św. Nazwa rytu to łacińskie słowo zaczerpnięte z wersetu 9 (Pokrop mnie). Brewiarz katolicki rozpoczyna każdego dnia werset 17 zaczerpnięty z tego psalmu (Panie, otwórz moje wargi, a usta moje będą głosić Twoją chwałę. - Wezwanie). W Kościele wschodnim psalm ten wszedł na stałe do rytuału pokutnego odpowiadającego katolickiemu sakramentowi pokuty. W Kościele koptyjskim mnisi odmawiają go każdego dnia kilkakrotnie w liturgii godzin, jako modlitwę wyznania win i prośby o przebaczenie.

## Psalm 51 w muzyce
Psalm Miserere był często używanym tekstem w utworach wokalno-instrumentalnych wykonywanych w czasie liturgii w Kościele katolickim na przestrzeni wieków (np. w czasie tzw. Ciemnej jutrzni). W okresie renesansu wielu kompozytorów pisało muzykę do tego psalmu. Pierwsze utwory polifoniczne oparte na tekście Miserere datowane są lata osiemdziesiąte XV wieku (Johannes Martini, kompozytor nadworny z Ferrary). Duże utwory polifoniczne nawiązujące do Miserere zostały napisane w 1503 lub 1504 przez Josquina des Présa. Autor posłużył się tekstem medytacji więziennej Girolamo Savonaroli Infelix ego. W XVI w. Orlando di Lasso napisał muzykę do Psalmu 51, która stała się częścią jego pokaźnego zbioru Psalmi Davidis poenitentiales. Inni twórcy, którzy napisali muzykę do Miserere to: Palestrina, Andrea Gabrieli, Giovanni Gabrieli, Carlo Gesualdo da Venosa oraz Jan Sebastian Bach, ten ostatni wykorzystując muzykę do Stabat Mater Pergolesiego. Również Antonio Vivaldi pisał muzykę do Psalmu 51, utwory te jednak nie zachowały się w całości do naszych czasów.
Najbardziej znanym Miserere jest utwór kompozytora z XVII wieku ze szkoły rzymskiej, Gregorio Allegriego. Z dziełem tym związane jest wydarzenie, które opisują biografowie Mozarta. Czternastoletni Mozart miał go usłyszeć tylko jeden raz 11 kwietnia 1770. Po powrocie do domu odtworzył partyturę z pamięci, zapisując ją na papierze nutowym.
W czasach współczesnych po Miserere sięgnęli m.in. Michael Nyman, Arvo Pärt oraz Henryk Mikołaj Górecki, a także Armin van Buuren w A State of Trance.
Słowa pieśni kościelnej pt. Bądź mi litościw powstały na podstawie tekstu niniejszego psalmu.
Swoje interpretacje Psalmu 51 stworzyli też m.in. polska grupa 2Tm2,3 na albumie 2Tm2,3 (1999) i na wydawnictwie koncertowym Propaganda Dei (2004), Piotr Baron na płycie Kaddish (2011) czy TGD na płycie Uratowani (2012).